# 張鵬彩
張鵬彩，山西人，清朝政治人物。贡生出身。
顺治十八年（1661年），擔任清朝廣州府新安縣知縣。后由張璞接任。